# Анатоли Бугорски
Анатоли Петрович Бугорски (на руски: Анатолий Петрович Бугорский) е бивш съветски и руски физик. Става известен с това, че оцелява след инцидент през 1978 г., когато високоенергиен протонен сноп от ускорител на частици преминава през главата му.

## Инцидент
Изследовател в Института за физика на високите енергии (на руски: Институт физики высоких энергий или ИФВЭ) в Протвино, РСФСР, Анатоли Бугорски работи с най-големия ускорител на частици в Съветския съюз – синхротрона U-70. На 13 юли 1978 г. Бугорски проверява неизправно оборудване. Надвесва се над апаратурата, поставяйки главата си на пътя на протонния лъч от 76 GeV. Съобщава се, че вижда светлина, „по-ярка от хиляди слънца“, но не усеща никаква болка. Лъчът преминава през задната част на главата му, тилната и темпоралната част на мозъка му, лявото средно ухо и излиза през лявата страна на носа му. Засегнатите части на главата му са получили локална доза от 200 000 до 300 000 R (2000 до 3000 Sv). Бугорски разбира сериозността на случилото се, но продължава да работи по неизправното оборудване и първоначално предпочита да не казва на никого за случилото се.

## Последици
Лявата половина на лицето на Бугорски се подува силно и през следващите няколко дни кожата започва да се бели, разкривайки пътя на протонния лъч през части от лицето му, костта му и мозъчната тъкан. Тъй като се смята, че е получил далеч над фаталната доза радиация, Бугорски е отведен в клиника в Москва, където лекарите да наблюдават настъпващите последици и вероятната му смърт. Въпреки инцидента Бугорски оцелява, завършва докторската си степен и продължава да работи като физик на елементарните частици. Интелектуалният му капацитет остава незасегнат от случилото се, но умората от мисловната дейност се увеличава значително. Бугорски губи слуха в лявото ухо. Лявата половина на лицето му е парализирана поради разрушаване на нервните окончания. Получава епилептични кризи.
Бугорски продължава да работи като физик в Института по физика на високите енергии, където заема длъжността координатор на физическите експерименти.
Заради политиката на Съветския съюз по запазване в тайна информацията, свързана с ядрена енергетика и ядрени инциденти, Бугорски не говори публично за инцидента повече от десетилетие. Той продължава да посещава Московската радиационна клиника два пъти годишно за прегледи и за срещи с други потърпевши от ядрени инциденти.
През 1996 г. Бугорски кандидатства, за да може да получи безплатни лекарства за епилепсия, но кандидатурата му бива отхвърлена. Бугорски проявява интерес да бъде изследван от западни изследователи, но няма финансовата възможност да напусне Протвино.

## Личен живот
Бугорски е женен за Вера Николаевна. Има син на име Петър.